# 理查德·杜马斯
理查德·韦恩·杜马斯（英語：Richard Wayne Dumas，1969年5月19日—），美国NBA联盟前职业篮球运动员。他在1991年的NBA选秀中第2轮第46顺位被菲尼克斯太阳选中。